# Далеке Душњики
Далеке Душњики (чеш. Daleké Dušníky) је насељено мјесто са административним статусом сеоске општине (чеш. obec) у округу Прибрам, у Средњочешком крају, Чешка Република.

## Становништво
Према подацима о броју становника из 2014. године насеље је имало 405 становника.